# 募穴
募穴（ぼけつ）とは、経気の集まるところで腹部または胸部にある。他経上の場合もある。陽病に効くとされている。
背部にある兪穴とは表裏の関係にある。

## 募穴の一覧
- 手陰経
  - 肺経：中府
  - 心経：巨闕（任脈）
  - 心包経：膻中（任脈）
- 足陰経
  - 脾経：章門（肝経）
  - 腎経：京門（胆経）
  - 肝経：期門
- 手陽経
  - 大腸経：天枢（胃経）
  - 小腸経：関元（任脈）
  - 三焦経：石門（任脈）
- 足陽経
  - 胃経：中脘（任脈）
  - 膀胱経：中極（任脈）
  - 胆経：日月